# Черкез Немецкий
Черке́з Неме́цкий (укр. Черкез Німецький, крымскотат. Nemse Çerkez, Немсе Черкез) — упразднённое село в Раздольненском районе Республики Крым, располагавшееся на востоке района, в степной части Крыма, у границы с Первомайским. Объединено в 1948 году с Черкезом татарским в Ветрянку.

## История
Поселение крымских немцев- лютеран было основано на территории ещё Биюк-Асской волости Евпаторийского уезда, на 1000 десятинах земли, возле татарской деревни Черкез, у которой переняло и название с приставкой немецкий, в 1890 году. Земская реформа 1890-х годов в Евпаторийском уезде прошла после 1892 года, в результате Черкез приписали к Коджанбакской волости.
Согласно «…Памятной книжке Таврической губернии на 1892 год», в посёлке Черкез, входившем в Азгана-Карынский участок, было 45 жителей в 7 домохозяйствах. В 1905 году жителей было уже 70. На 1914 год в селении действовала лютеранская земская школа. По Статистическому справочнику Таврической губернии. Ч.II-я. Статистический очерк, выпуск пятый Евпаторийский уезд, 1915 год, в деревне Черкез немецкий Коджамбакской волости Евпаторийского уезда числилось 4 двора (все дворы с землёй) с немецким населением в количестве 30 человек приписных жителей и 22 — «посторонних», из которых 30 мужчин и 22 женщины. Жители владели 712 десятинами удобной земли. В хозяйствах имелось 91 лошадь, 24 вола, 23 коровы и 53 головы мелкого скота. Согласно списку 1915 года «…русских подданных из австрийских, венгерских или германских выходцев» землевладельцев, опубликованном в газете «Таврические губернские ведомости» в апреле 1915 года, при деревне Черкез значились Гаар Роберт Готлибович, имевший 357 десятин земли, Полле Фридрих Вильгельмович — 357 дес., Визнер Иоганес Фридрихович — 4 дес. и двое селян, владевших участками по 1200 квадратных саженей.
После установления в Крыму Советской власти, по постановлению Крымревкома от 8 января 1921 года № 206 «Об изменении административных границ» была упразднена волостная система и село вошло в состав Бакальского района Евпаторийского уезда, а в 1922 году уезды получили название округов. 11 октября 1923 года, согласно постановлению ВЦИК, в административное деление Крымской АССР были внесены изменения, в результате которых округа были отменены, Бакальский район упразднён и село вошло в состав Евпаторийского района. Согласно Списку населённых пунктов Крымской АССР по Всесоюзной переписи 17 декабря 1926 года, в селе Черкез (немецкий), Черкезского сельсовета Евпаторийского района, числилось 24 двора, из них 22 крестьянских, население составляло 91 человек, из них 79 немцев и 12 русских. После создания в 1935 году Ак-Шеихского района (переименованного в 1944 году в Раздольненский) Черкез немецкий включили в его состав, при этом, на довоенных картах, отдельного села с таким названием не значилось.
Вскоре после начала Великой Отечественной войны, 18 августа 1941 года крымские немцы были выселены, сначала в Ставропольский край, а затем в Сибирь и северный Казахстан.
С 25 июня 1946 года Славное в составе Крымской области РСФСР. Указом Президиума Верховного Совета РСФСР от 18 мая 1948 года, Черкез татарский объединили с Черкезом немецким и переименовали в Ветрянку.